# A Taste for Passion
A Taste for Passion è un album in studio del musicista francese Jean-Luc Ponty, pubblicato nel 1979.

## Tracce
1. Stay with Me – 5:35
2. Sunset Drive – 5:45
3. Dreamy Eyes – 4:18
4. Beach Girl – 4:56
5. A Taste for Passion – 5:22
6. Life Cycles – 5:45
7. Reminiscence – 1:26
8. Give Us a Chance – 3:02
9. Obsession – 0:40
10. Farewell – 3:06